# Microserica nicobarensis
Microserica nicobarensis är en skalbaggsart som beskrevs av Ludwig Redtenbacher 1868. Microserica nicobarensis ingår i släktet Microserica och familjen Melolonthidae. Inga underarter finns listade i Catalogue of Life.